# هکلر و کخ ژ۳۶
هکلر و کخ ژ۳۶، (به آلمانی: HK G36) یک تفنگ تهاجمی است که در اوایل دهه ۱۹۹۰ توسط شرکت آلمانی هکلر و کخ طراحی شده و از سال ۱۹۹۷ جایگزین تفنگ جنگی ژ۳ به عنوان سلاح سازمانی اصلی ارتش آلمان شد.
ژ۳۶ از پیشرفته‌ترین تفنگ‌های روز دنیا محسوب شده و در بسیاری از کشورها مورد استفاده‌است. این تفنگ از فشنگ ۵٫۵۶x۴۵ میلی‌متری ناتو استفاده می‌کند.
خشاب اصلی ژ۳۶ یک خشاب ۳۰ فشنگی است. محل قرارگیری خشاب به عنوان یک بخش جداگانه ساخته شده به همین دلیل این سلاح را به راحتی می‌توان برای پذیرش خشاب‌های دیگر آماده کرد. از یک خشاب ۱۰۰ فشنگی هم می‌توان برای تغذیه ژ-۳۶ استفاده کرد که در واقع خشاب استاندارد ام‌ژ۳۶ مدل تفنگ اتوماتیک جوخه ژ۳۶ است.
بعد از ساخت و طراحی مدل ژ۳۶، شرکت هکلر و کخ با همکاری ارتش آمریکا مدل اصلاح‌شده‌ای از این سلاح به نام هکلر و کخ ایکس‌ام۸ تولید کرد.

## مواد سازنده
در ساخت ژ-۳۶ مواد بسیار سبک پلیمری بکار گرفته شده است. بخش چکانه، قنداق، برگه آتش، بخشهای آلات متحرکه، قبضه، خشابها و اجزای دیگر از فیبر کربن و پلیمر ساخته شده‌اند. در ساخت بخشهای مربوط به بدنه و لوله و نواحی حساس، فولاد بکار رفته است.

## داغ شدن بیش از حد
در سال ۲۰۱۲ در جنگ افغانستان گزارش شد که ژ-۳۶ پس از شلیک چندصد گلوله، دقت خود را بشدت از دست می‌‌دهد. تا جایی که اصابت گلوله به هدفی در فاصله ۱۰۰ متر را «مشکل» توصیف کردند. همچنین اصابت گلوله به هدفی در فاصله ۲۰۰ متر را «نااُمید‌کننده» و اصابت گلوله با هدفی در فاصله ۳۰۰ متر را «غیرممکن» خواندند. بنابراین ژ-۳۶ بعنوان تفنگی که توانایی رزم طولانی مدت را ندارد شناخته شد. کارشناسان توصیه کردند که در شلیک کردن با این تفنگ در جنگهای طولانی، باید به آن استراحت داد تا خنک شود. در سال ۲۰۱۴ صنایع دفاع آلمان بعد از ۲ سال سکوت اعلام کرد که مشکل داغ شدن بیش از حد، بدلیل ضعف فنی تفنگ نبوده و به خاطر بکارگیری فشنگ‌های غیراستاندارد بوده است. شرکت تولید کنندهٔ مهمات هم به این امر اذعان داشت که در فشنگ‌هایش، روکش مسی بکار رفته در گلوله را بیش از حد نازک طراحی کرده است. با این حال مشخص شد که این اظهارات شرکت هکلر و کخ بهانه‌ای بیش نبوده و در سال ۲۰۱۵ وزیر دفاع آلمان خانم فن در لین، ژ-۳۶ را یک تفنگ «بی‌مصرف» نامید و اعلام کرد که ژ-۳۶ بخاطر مشکلات اعلام شده، از ارتش آلمان بازنشسته خواهد شد. او گفت که ارتش آلمان، دیگر این تفنگ پلاستیکی که در دمای بالاتر از ۳۰ درجه سانتیگراد، توانایی شلیک مستقیم به اهداف را ندارد در اختیار نخواهد داشت و از هکلر و کخ بابت این ضرر مالی وزارت دفاع شکایت کرد. اما وزارت دفاع آلمان، مدرک فنی محکمی برای ارائه به دادگاه در اختیار نداشت. بنابراین دادگاه آلمان رای را به سود هکلر و کخ اعلام کرد و دستور داد که لازم نیست این شرکت بابت نقص در ۱۶۷هزار تفنگ تحویل شده به ارتش آلمان، غرامتی بپردازد.

## کاربران

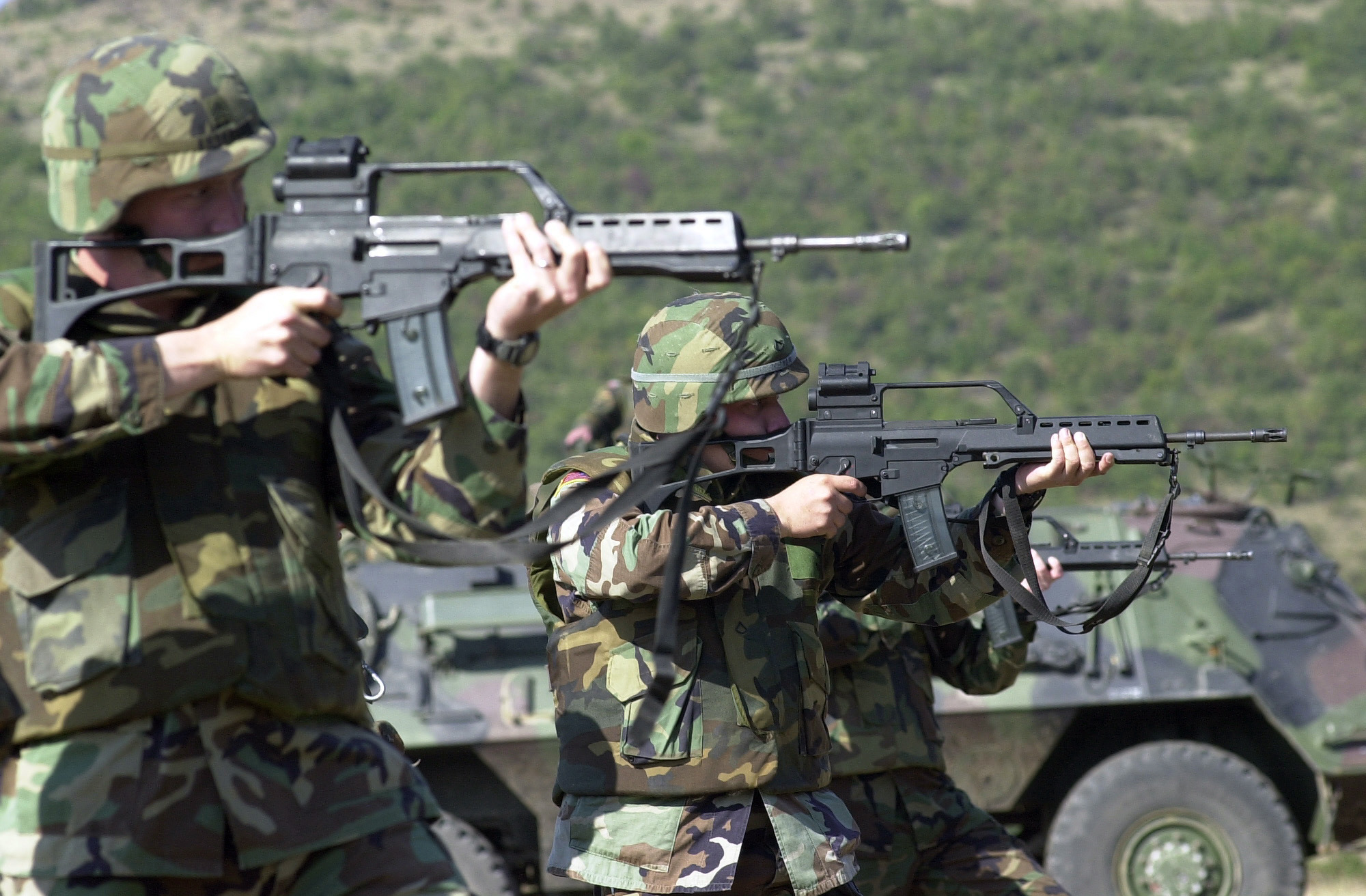
سربازان آمریکایی در حال تمرین با ژ۳۶ در کوزوو

| کشور                | نام سازمان | مدل                   | تعداد        | تاریخ      | منبع                            |
| ------------------- | --- | --------------------- | ------------ | ---------- | ------------------------------- |
| استرالیا            | گروه واکنش عملیاتی پلیس فدرال استرالیا | G36C                  | _            | _          | [ ۱ ] [ ۲ ]                     |
| بلژیک               | پلیس آنتورپ | _                     | _            | _          | [ ۳ ]                           |
| برزیل               | پلیس فدرال برزیل | G36K G36C             | _            | _          | [ ۴ ]                           |
| کانادا              | دپارتمان پلیس کانادا | G36                   | ~۱۰۰         | ۲۰۰۴       | [ ۵ ]                           |
| کرواسی              | واحدهای ویژه پلیس کرواسی | _                     | ۱۰۰          | ۲۰۰۴       | [ ۶ ] [ ۷ ]                     |
| کرواسی              | نیروهای مسلح کرواسی در عملیات‌های بین‌المللی | _                     | ۲۰۰          | ۲۰۰۷       | [ ۶ ] [ ۷ ]                     |
| فنلاند              | گارد مرزی فنلاند | G36C                  | _            | _          | [ ۸ ]                           |
| فنلاند              | پلیس فنلاند | G36C                  | _            | _          | [ ۸ ]                           |
| آلمان               | سلاح سازمانی اصلی ارتش آلمان | G36A1 G36A2 G36K G36C | _            | _          | [ ۹ ]                           |
| آلمان               | پلیس فدرال آلمان | _                     | _            | _          | [ ۱۰ ]                          |
| گرجستان             | نیروهای ویژه نیروهای مسلح گرجستان | G36K/C/E/A            | _            | _          | [ ۱۱ ]                          |
| هنگ کنگ             | واحد وظایف ویژه پلیس هنگ کنگ | G36KV                 | _            | ۲۰۰۱       | [ ۱۲ ]                          |
| ایسلند              | پلیس ملی ایسلند | _                     | _            | _          | [ ۱۳ ] [ نیازمند بازبینی منبع ] |
| اندونزی             | نیروهای ویژه کماندویی ارتش اندونزی | G36C                  | _            | _          | [ ۱۴ ]                          |
| اندونزی             | کماندوهای غواص نیروی دریایی اندونزی | G36C                  | _            | _          | [ ۱۴ ]                          |
| ایتالیا             | Nucleo Operativo Centrale di Sicurezza team of the Political di Stato | G36C                  | _            | _          | [ ۱۵ ]                          |
| اردن                | نیروهای ویژه ضدتروریسم ارتش اردن | G36C                  | _            | _          | [ ۱۶ ] [ ۱۷ ]                   |
| کوزوو               | نیروهای امنیتی کوزوو | G36V                  | ۳۷۵          | ۲۰۱۰       | [ ۱۸ ]                          |
| لتونی               | ارتش لتونی | G36KV                 | _            | ۲۰۰۶       | [ ۱۹ ] [ ۲۰ ]                   |
| لبنان               | نیروهای مسلح لبنان، نیروهای امنیت داخلی | G36C3                 | ۲۵۰          | ۲۰۰۸       | [ ۲۱ ]                          |
| لیبی                | نامشخص. فروش رسمی صورت نگرفت اما در جریان جنگ داخلی در تیپ خمیس ارتش قذافی و نیروهای شورشی دیده شد. | G36KV G36E            | "تعداد زیاد" | ۲۰۰۳-۲۰۰۵? | [ ۲۵ ]                          |
| لیتوانی             | نیروهای مسلح لیتوانی. | G36KA4 G36KV1         | _            | _          | [ ۲۶ ]                          |
| مالزی               | واحد ضدتروریسم دریایی نیروی دریایی مالزی | G36E G36KE G36C       | _            | ۲۰۱۰       | [ ۲۷ ]                          |
| مالزی               | Pasukan Gerakan Khas of the Royal Malaysia Police | G36C                  | _            | _          | [ ۲۷ ]                          |

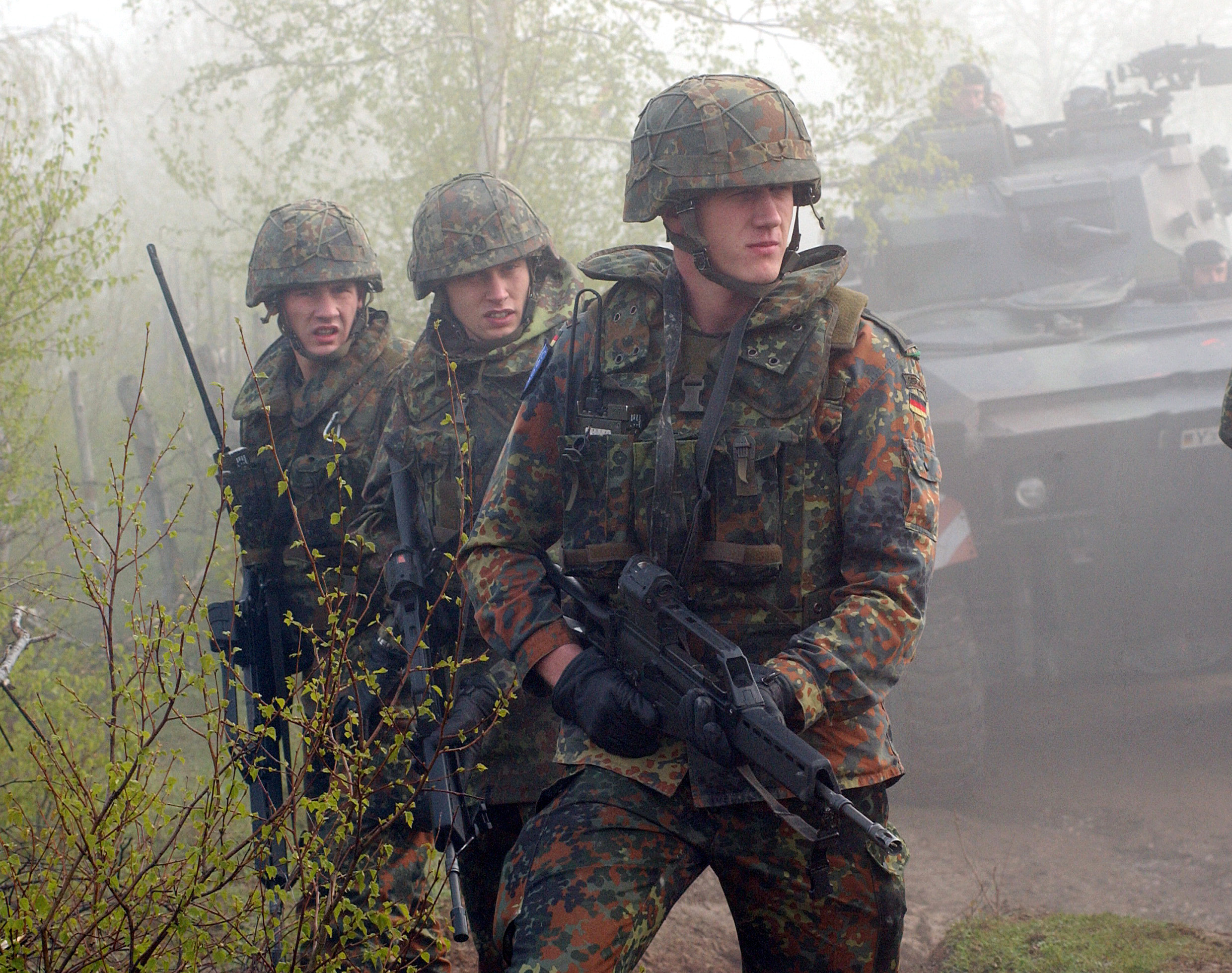
سربازان آلمانی در حال تمرین در بوسنی هرزگوین

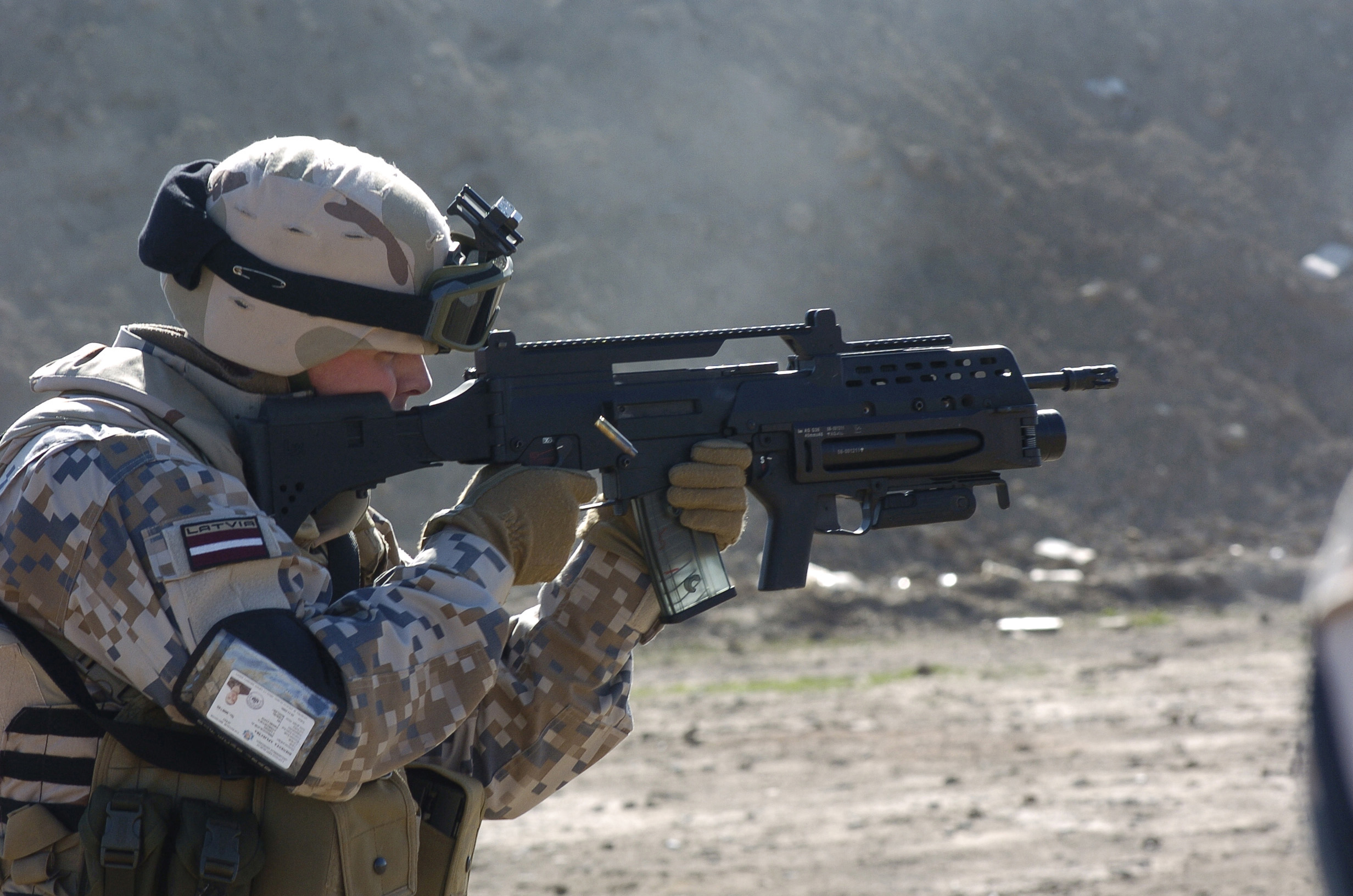
سرباز لتونیایی در عراق

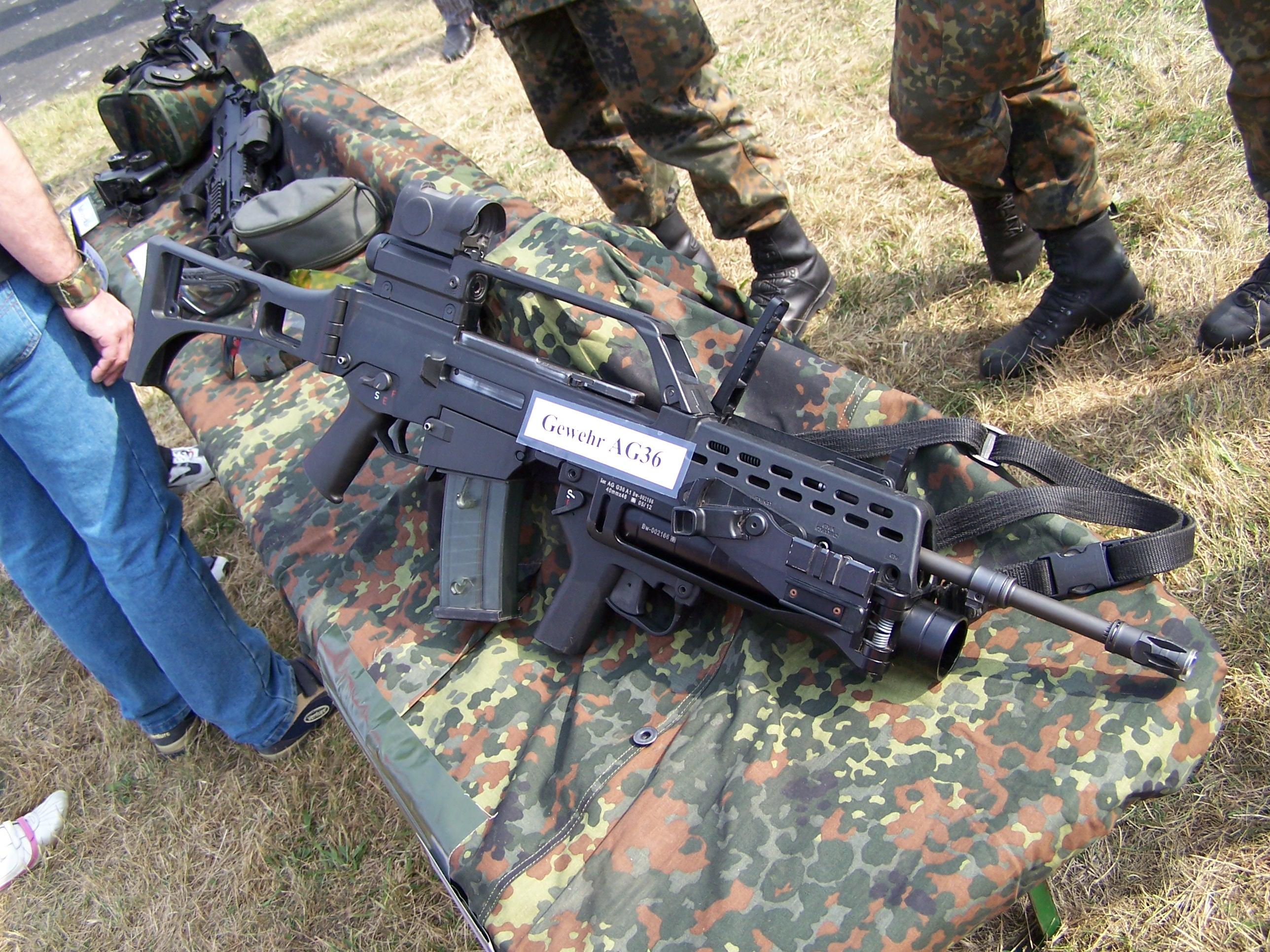
ژ۳۶ ارتش آلمان با نارنجک‌انداز آژ۳۶ و دوربین

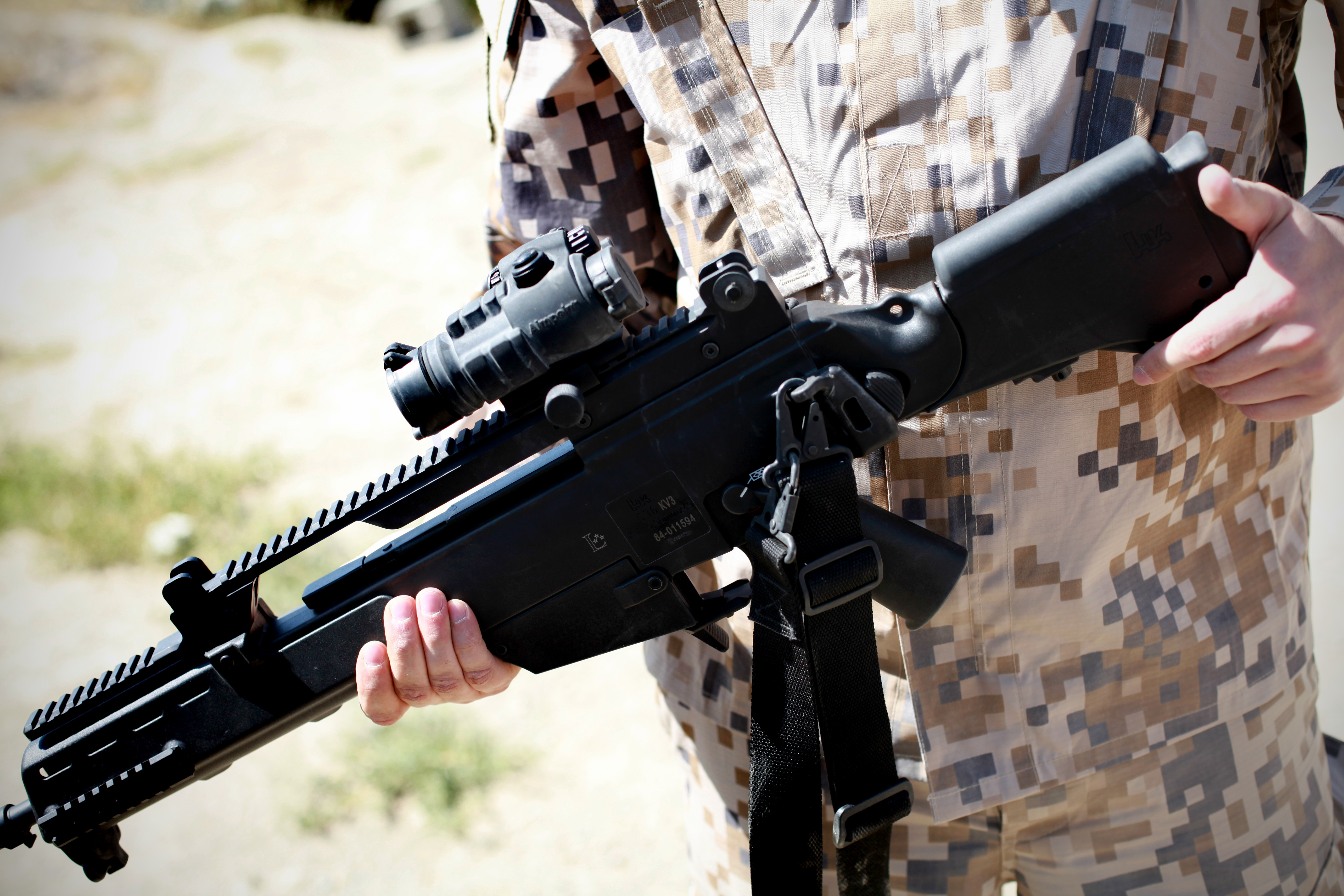
ژ۳۶ استاندارد ارتش لتونی با قنداق چندوضعیتی و ریل پیکاتینی

| مکزیک               | پلیس فدرال مکزیک و بسیاری از واحدهای پلیس ایالتی و شهری. ارتش مکزیک در سال ۲۰۰۲ قصد دریافت لیسانس تولید داخلی ژ۳۶ را داشت اما دولت این کشور به انتخاب تفنگی با طراحی بومی و قیمت مناسب‌تر رای داد و پروژه تولید ژ۳۶ لغو شد. | G36 Family            | _            | _          | [ ۲۸ ]                          |
| مونته‌نگرو           | ارتش مونتنگرو | _                     | _            | _          | [ ۲۹ ]                          |
| نروژ                | نیروی دریایی نروژ | _                     | _            | _          | [ ۱۹ ]                          |
| فیلیپین             | نیروهای مسلح فیلیپین | G36C                  | _            | _          | [ ۳۰ ]                          |
| لهستان              | نیروهای ویژه ارتش لهستان | _                     | _            | _          | [ ۳۱ ]                          |
| پرتغال              | نیروی دریایی پرتغال | _                     | _            | _          | [ ۱۹ ]                          |
| پرتغال              | گروه عملیات ویژه پلیس پرتغال | _                     | _            | _          | [ ۳۲ ]                          |
| صربستان             | نیروهای ویژه ارتش صربستان | G36C                  | _            | _          | [ ۳۳ ]                          |
| اسپانیا             | ارتش اسپانیا | G36E, G36KE           | _            | _          | [ ۱۹ ]                          |
| اسپانیا             | نیروی دریایی اسپانیا | G36E, G36KE           | _            | _          | [ ۳۴ ]                          |
| اسپانیا             | واحد عملیات‌های ویژه نیروی دریایی اسپانیا | G36E, G36KE           | _            | _          | [ ۳۵ ]                          |
| اسپانیا             | نیروی هوایی اسپانیا | G36E, G36KE           | _            | _          | [ ۳۶ ]                          |
| سوئد                | نیروی وظیفه ملی | G36C                  | _            | _          | [ ۳۷ ]                          |
| سوئد                | گروه عملیات ویژه | G36K                  | _            | _          | [ ۳۸ ]                          |
| بریتانیا            | پلیس متروپولیتن | G36C                  | _            | _          | [ ۳۹ ]                          |
| بریتانیا            | Civil Nuclear Constabulary | G36K                  | _            | _          | [ ۴۰ ]                          |
| بریتانیا            | خدمات هوایی ویژه ارتش بریتانیا | G36K G36C             | _            | _          | [ ۴۱ ]                          |
| ایالات متحده آمریکا | کاپیتول پلیس ایالات متحده | _                     | _            | _          | [ ۴۲ ]                          |
| ایالات متحده آمریکا | پلیس بالتیمور | _                     | _            | _          | [ ۴۳ ]                          |